# Bow (New Hampshire)
Bow ist der Name einer Town in New Hampshire, einem der Neuenglandstaaten der USA. Es liegt unmittelbar südlich der Staatshauptstadt Concord am Merrimack River, der die Ostgrenze des Gemeindegebietes bildet. Das U.S. Census Bureau hat bei der Volkszählung 2020 eine Einwohnerzahl von 8.229 ermittelt.
Bow entstand im 18. Jahrhundert, als auf dem Gebiet des heutigen New Hampshire Siedlungsgebiete vergeben wurden, um die für damalige Verhältnisse eng besiedelten Kolonien an der Küste vom Bevölkerungsdruck zu entlasten.

## Geographie
Bow liegt am Westufer des Merrimack River im mittleren New Hampshire. Es grenzt im Norden an Concord, im Osten an Pembroke, im Süden an Hooksett, im Südwesten an Dunbarton sowie im Nordwesten an Hopkinton. Nach Manchester, der größten Stadt in New Hampshire, sind es 15 Meilen, nach Boston, der nächstgelegenen Großstadt, 65 Meilen. Bow liegt etwa gleich weit von New York City (262 Meilen) und Montreal (244 Meilen) entfernt.

### Gemeindegliederung
Zu Bow gehören die Ortsteile Bow Mills, Bow Junction, Bow Bog sowie South Bow.

## Geschichte

### Vor der europäischen Einwanderung
In prähistorischer Zeit, nach dem Ende der letzten Eiszeit und dem Rückzug der Gletscher, in Zentral-New Hampshire vor etwa 10.000 Jahren, war das Gebiet von eiszeitlichen Seen bedeckt, die sich hinter Endmoränen stauten. Eine solche lag auf bei den Garvin Falls, eine weitere weiter nördlich bei Tilton. Als letztere um 2000 v. Chr. brach, wurden auch talabwärts gelegene Dämme weggespült, und es entstand das heutige Flusstal. Menschliche Besiedlung lässt sich erst nach dieser Zeit mit Sicherheit nachweisen. Die ersten Bewohner des Landes waren nomadische Stämme, die von Jagd und Fischfang lebten. Spuren ihrer Lager finden sich an verschiedenen Stellen in Bow, vorwiegend entlang des Flusses und des Turkey River. Im Zuge der Ausbreitung der Algonquin aus ihrem Stammgebiet im mittleren heutigen Ohio wurde auch New Hampshire von Auswanderern von dort besiedelt, den späteren Penacook. Im Gegensatz zu ihren Vorläufern waren sie Agrarier, die neben Jagd und Fischfang auch Mais und Bohnen anbauten. Sie dominierten die Besiedlung und verteidigten sich gegen einfallende Mohawk, bis von 1617 bis 1619 eine Seuche die indigenen Einwohner New Hampshires um etwa neunzig Prozent dezimierte. Danach konnten die Mohawk ungehindert umherziehen. Sie bekamen Unterstützung von niederländischen Händlern in Albany, die ihnen Waffen ver- und Beute abkauften. Die Lage entwickelte sich dergestalt, dass um 1655 die Jesuiten die von Montreal aus geschickten Missionare zurückriefen. In der Folge zogen Sokoki-Familien nach Kanada und siedelten in St. Francis, um ihre Religionsfreiheit zu wahren. Eine weitere Folge waren Kriegszüge, die von Kanada aus ins heutige Neuengland führten. In Bow gab es die ersten Opfer erst 1747, als bei einem Aufeinandertreffen ein Siedler getötet und der andere mit seinem Sohn verschleppt und verkauft wurde. Beide konnten ihre Freiheit wiedererlangen und zurückkehren, der Sohn jedoch erst nach drei Jahren.

### Europäische Besiedlung
Die ersten Siedler kamen im 18. Jahrhundert. Die Landzuteilungsurkunde („Charter“) für Bow, ausgestellt von New Hampshire, datiert auf 1727 und beschreibt ein Gebiet von neun Meilen im Quadrat, das mit dem heutigen Bow nur teilweise übereinstimmt. Zu dieser Landzuteilung (am.-englisch „Grant“) gehörten auch Länder östlich des Merrimack River, die 1759 zu Pembroke kamen. Die ersten, die innerhalb der Grenzen dieser Landzuteilung siedelten, waren Siedler aus Massachusetts unter einer zwei Jahre älteren, von Massachusetts auf den Namen Penacook ausgestellten Charter. Zum Zeitpunkt der Landzuteilung durch New Hampshire hatten diese Siedler bereits Häuser gebaut und erste Ernten eingefahren.  Penacook überschnitt sich zu einem großen Teil mit Bow. Zwei Jahre danach wiederum beantragten Siedler in Massachusetts eine weitere Charter, die unter dem Namen Sunaccok zugeteilt wurde und sich mit nahezu dem ganzen Rest von Bow überlagerte.
Dies führte zu jahrzehntelangen Grenz- und Grundstücksstreitigkeiten. Diese endeten erst, als New Hampshire 1741 endgültig von Massachusetts unabhängig wurde. Penacook wurde zunächst zu Rumford, einem Dorf unter Verwaltung von Bow, dann als Concord eigenständige town. Suncook kam, wie auch der östlich des Merrimack River gelegene Teil von Bow, zu Pembroke.

### Weitere Entwicklung
1766 war Bow in einem Maße angewachsen, dass man es für angemessen hielt, sich selbst verwalten zu dürfen. Dem entsprechenden Antrag wurde stattgegeben, und Bow wurde eine unabhängige politische Einheit. Dazu gehörte auch, dass die Besteuerung nicht mehr durch Concord erfolgte, wie das zuvor der Fall gewesen war. Bei der ersten Volkszählung der Provinz New Hampshire im Jahre 1767 zählte man in Bow 187 Einwohner, 52 davon männlich und sechzehn Jahre alt oder älter. Von diesen waren wiederum 33 verheiratet. Deren Familien machten den Rest der Einwohner aus. Die Einwohner konzentrierten sich in Bow in den Bereichen, die am besten zum Ackerbau geeignet waren. Die Ausnahmen waren entlang des Turkey River angesiedelt, wo Mühlen und Dämme angelegt wurden. Eine Sägemühle war eine zwingende Notwendigkeit für eine neue Ortschaft, wenn die Siedler richtige Häuser bauen wollten, statt in Blockhütten zu leben. Die erste Sägemühle in Bow wurde 1748 erbaut. Andere, darunter die ebenso wichtigen Kornmühlen, folgten. Dieser Teil Bows heißt entsprechend Bow Mills. Erst Jahre später, 1795, wurde die erste Kirche erbaut. Eine Beschreibung Bows aus dem Jahre 1859 erwähnt zwei Kirchen, Baptisten und Methodisten, 14 Schulen, eine Post, acht Säge- und zwei Kornmühlen, wovon eine zum Mehlmahlen eingerichtet war. Die Einwohnerzahl wurde mit 1055 angegeben.
Von 1808 bis 1812 wurde der Bow Canal angelegt, damit die Schifffahrt die Garvin Falls des Merrimack River umfahren konnte. Der Kanal blieb bis 1855 in Betrieb. Im Jahre 1842 wurde die Eisenbahn durch Bow gebaut. Die Bahnstrecke verläuft entlang des Flusses. Zehn Jahre darauf, mit der Fertigstellung der Bahnstrecke Portsmouth–Bow Junction, wurde der Bahnhof Bow Mills in Bow Junction umbenannt. Auf der Brücke dieser Bahnstrecke verlief auch die Straßenbahn Concord-Manchester, die an dieser Stelle Bow an den Nahverkehr in Concord anschloss (vgl. Straßenbahn Concord).
Anfang des 21. Jahrhunderts bezeichnet Bow sich auf seiner Webseite als Schlafstadt.

### Bevölkerungsentwicklung
| Jahr      |      |      |      | 1767 | 1773 | 1775 | 1783 | 1786 | 1790 | 1800 |
| --------- | ---- | ---- | ---- | ---- | ---- | ---- | ---- | ---- | ---- | ---- |
| Einwohner |      |      |      | 187  | 308  | 350  | 473  | -    | 568  | 719  |
| Jahr      | 1810 | 1820 | 1830 | 1840 | 1850 | 1860 | 1870 | 1880 | 1890 | 1900 |
| Einwohner | 729  | 935  | 1065 | 1001 | 1055 | 909  | 745  | 734  | 725  | 617  |
| Jahr      | 1910 | 1920 | 1930 | 1940 | 1950 | 1960 | 1970 | 1980 | 1990 | 2000 |
| Einwohner | 676  | 568  | 780  | 942  | 1062 | 1340 | 2479 | 4015 | 5399 | 7168 |
| Jahr      | 2010 | 2020 |      |      |      |      |      |      |      |      |
| Einwohner | 7519 | 8229 |      |      |      |      |      |      |      |      |

## Infrastruktur
Bow verfügt über hauptberuflich und rund um die Uhr besetzte Polizei, Feuerwehr und medizinischen Notdienst sowie eine Müllabfuhr. Das nächste Krankenhaus ist das Concord Hospital in vier Meilen Entfernung. Die Wasserver- und entsorgung erfolgt teils durch die Gemeinde, teils durch private Brunnen und Sammeltanks. 1814 entstand die Baker Free Library auf private Initiative durch eine Stiftung von Henry M. Baker, der in Bow lebte und zeitweilig für New Hampshire im Kongress der Vereinigten Staaten saß. Das Schulangebot in Bow deckt in drei Schulen den gesamten Bildungsweg bis zur zwölften Jahrgangsstufe ab. Die nächstgelegenen weiterführenden Bildungsinstitute sind das NHTI-Community College in Concord, die UNH-School of Law und die Southern New Hampshire University.

### Verkehr
In Bow liegt die Kreuzung der Interstates I-89 und I-93, die beide über einen Anschluss im Stadtgebiet erreichbar sind. Daneben wird Bow durch die Bundesstraße US-3A sowie die Staatsstraße NH 13 erschlossen. Entlang des Merrimack River verläuft die Bahnstrecke von Concord nach Manchester und weiter nach Boston. Personenverkehr findet nicht statt (Stand 2021). Der nächstgelegene Flughafen ist der Concord Municipal, mit Linienverkehr der Manchester-Boston Regional Airport, interkontinental der Boston Logan International Airport.

## Personen
- Mary Baker Eddy (1821–1910)
- Henry Moore Baker
- Richard Swett (* 1957), Politiker